# آرایکس جی۰۸۰۶٫۳+۱۵۲۷

{{تصویر جعبه ستاره
��
}}
آرایکس جی۰۸۰۶.۳+۱۵۲۷ یک ستاره است که در صورت فلکی خرچنگ قرار دارد.